# Primera Manzana Barrio de Hidalgo
Primera Manzana Barrio de Hidalgo är en ort i Mexiko.   Den ligger i kommunen Timilpan och delstaten Mexiko, i den sydöstra delen av landet, 80 km nordväst om huvudstaden Mexico City. Primera Manzana Barrio de Hidalgo ligger 2 627 meter över havet och antalet invånare är 458.
Terrängen runt Primera Manzana Barrio de Hidalgo är kuperad åt sydväst, men åt nordost är den platt. Runt Primera Manzana Barrio de Hidalgo är det ganska tätbefolkat, med 80 invånare per kvadratkilometer. Närmaste större samhälle är San Andrés Timilpan, 1,8 km söder om Primera Manzana Barrio de Hidalgo. I omgivningarna runt Primera Manzana Barrio de Hidalgo växer huvudsakligen savannskog.